# Бабарсков, Виктор Петрович
Виктор Петрович Бабарсков (1924—1997) — советский хозяйственный, государственный и политический деятель, Герой Социалистического Труда.

## Биография
Родился в 1924 году в деревне Александрово. Член КПСС.
Участник Великой Отечественной войны. С 1946 года — на хозяйственной, общественной и политической работе. В 1946—1986 годах — инструктор райкома партии, инспектор райфинотдела в Свердловской области, директор Рогачёвского районного пищевого комбината, председатель колхоза «Луч», директор совхоза «Рогачёвский», директор Яхромского совхоза-техникума Дмитровского района Московской области, заместитель начальника Главного управления Министерства сельского хозяйства РСФСР.
Указом Президиума Верховного Совета СССР от 30 апреля 1966 года присвоено звание Героя Социалистического Труда с вручением ордена Ленина и золотой медали «Серп и Молот».
Умер в Дмитрове в 1997 году.